# 국가인재데이터베이스
국가인재 데이터베이스(國家人材 database)는 대한민국 정부가 주요 직위에 대해 인선을 할 때 객관적 자료를 토대로 적합한 인재를 발굴하여 임용하기 위하여 공직후보자에 대한 정보를 수집하고 관리하는 시스템이다. 현재 인사혁신처에서 운영하고 있다. 줄여서 국가인재DB라고 부르기도 한다.

## 공직후보자
국가인재데이터베이스에서 말하는 공직후보자는 정무직공무원(선거로 취임하는 공무원은 제외한다), 국가고시 시험 위원, 위원회 위원 등의 직위를 희망하거나 그 직위에 관한 일정한 자격을 갖춘 후보자이다. 국가인재데이터베이스에 수록되는 공직후보자의 범위는 다음과 같다.
- 「공공기관의 운영에 관한 법률」의 적용을 받는 공공기관의 기관장 및 임원
- 각종 정부위원회(자문위원회 등을 포함한다)의 위원
- 대학의 조교수 이상 또는 연구기관의 책임연구원급(부장·차장급) 이상에 해당하는 자
- 박사 학위 소지자
- 상장법인의 임원 및 유망 중소기업의 경영인
- 변호사·의사·건축사·공인회계사·공인노무사 등 전문직 종사자
- 주요 법인·협회·단체 등의 임원급에 해당하는 자
- 5급 이상 국가공무원 및 4급 이상 지방공무원 또는 이에 상당하는 공무원
- 「국가기술자격법」제9조의 기술사,「숙련기술장려법」제2조제2호의 대한민국명장
- 문화·예술·체육 관련 국내·외 주요대회 입상자 및 훈·포장 수여자, 기타 이에 준하는 업적이 있는 자
- 긴급구조요원, 시민단체 활동가, 국제기구 종사자 등 해당 분야에서 10년 이상의 경험을 보유한 자
- 사회 각 분야에서 뚜렷한 업적이나 성과를 거두어 국가의 위상제고에 기여한 자
- 기타 데이터베이스에 수록될 필요가 있다고 인정되는 자

## 추천 또는 검색 지원
국가기관이나 지방자치단체 등이 정무직, 개방형·공모직위, 책임운영기관장, 공공기관 임원 등의 인선 또는 정부위원회 위원 등의 위촉을 위해 후보자 정보를 행정안전부에 요청하면, 행정안전부는 국가인재데이터베이스를 통해 적격자를 추천할 수 있고, 일정한 범위 내에서 요청기관이 직접 검색할 수 있도록 지원할 수도 있다.

## 근거법령
- 국가공무원법 - 제19조의3(공직후보자 등의 관리)
- 공직후보자에 관한 정보의 수집 및 관리에 관한 규정 (대통령령)
- 국가인재데이터베이스 지침 (행정안전부예규)